# ベルサリエリ

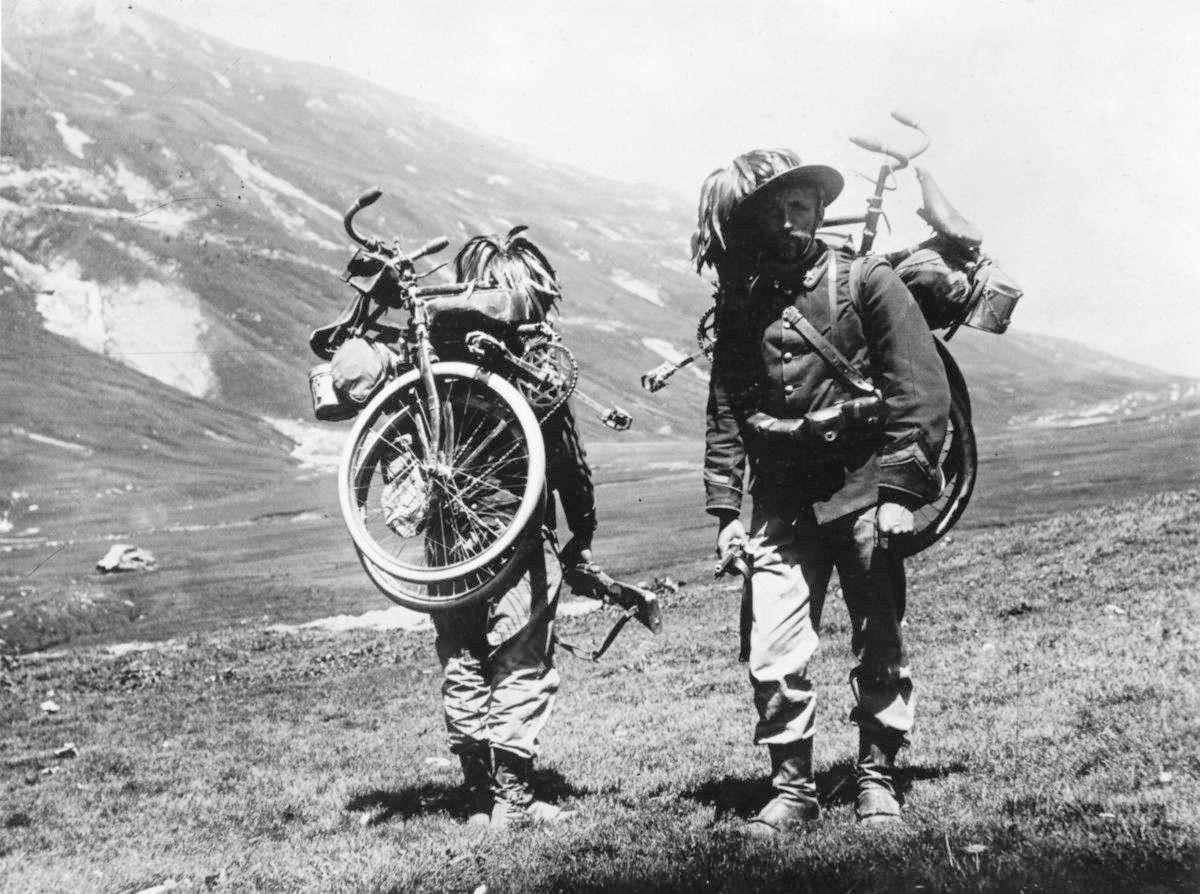
第一次世界大戦中のイタリア軍ベルサリエーリ部隊。

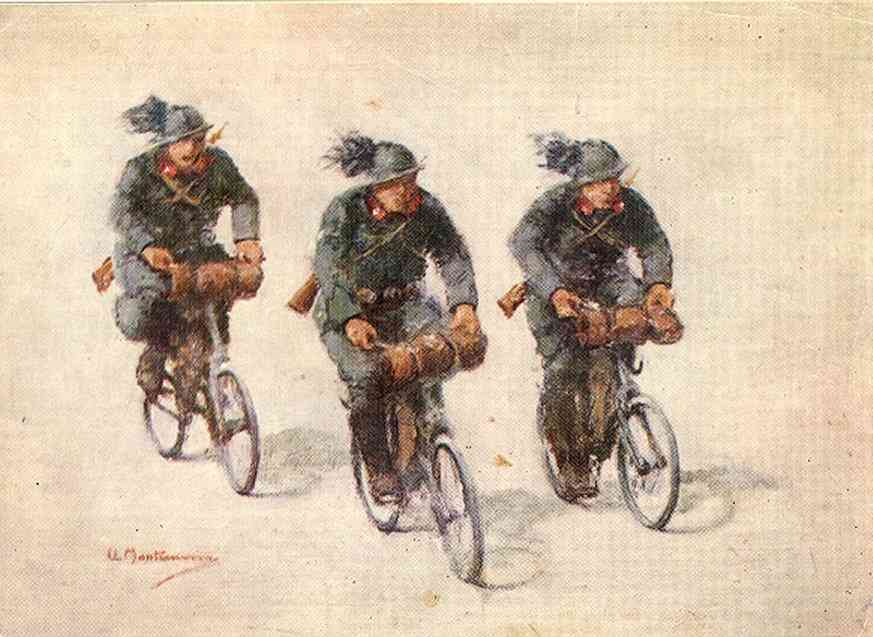
第一次世界大戦中のイタリア軍ベルサリエーリ部隊の絵葉書。

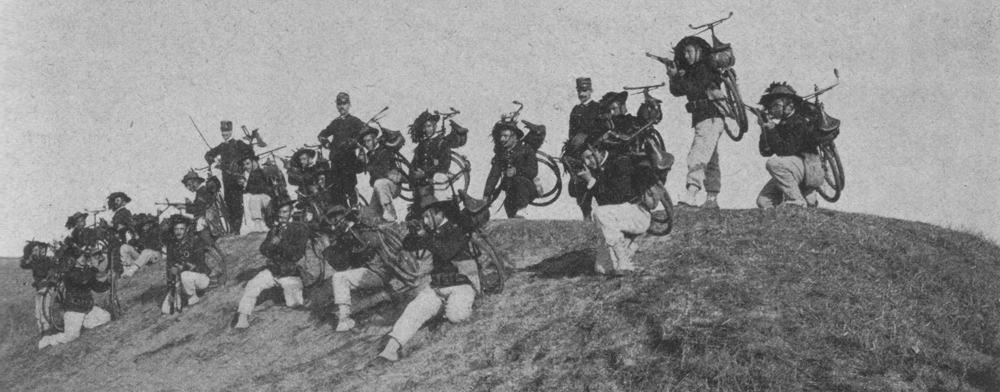
1902年にローマ近郊で撮られたベルサリエーリ部隊。

ベルサリエーリ（イタリア語：Bersaglieri）は、イタリア陸軍における歩兵科のひとつ。

## 概要
1836年6月18日にアレッサンドロ・ラ・マルモラ将軍（it:Alessandro La Marmora）の提案によりサルデーニャ王国のピエモンテで基になる部隊が創設される。19世紀、ベルサリエーリ部隊の主な役割は偵察、先遣任務および戦列歩兵の側面支援などの典型的な軽歩兵特有の任務がその始まりであった。日本語では狙撃隊員、狙撃兵などとも訳される。ベルサリエーレ（Bersagliere）はベルサリエーリの単数形でイタリア海軍の艦艇の名称にも使用されている（ベルサリエーレ (フリゲート)、it:Bersagliere (nave)）。

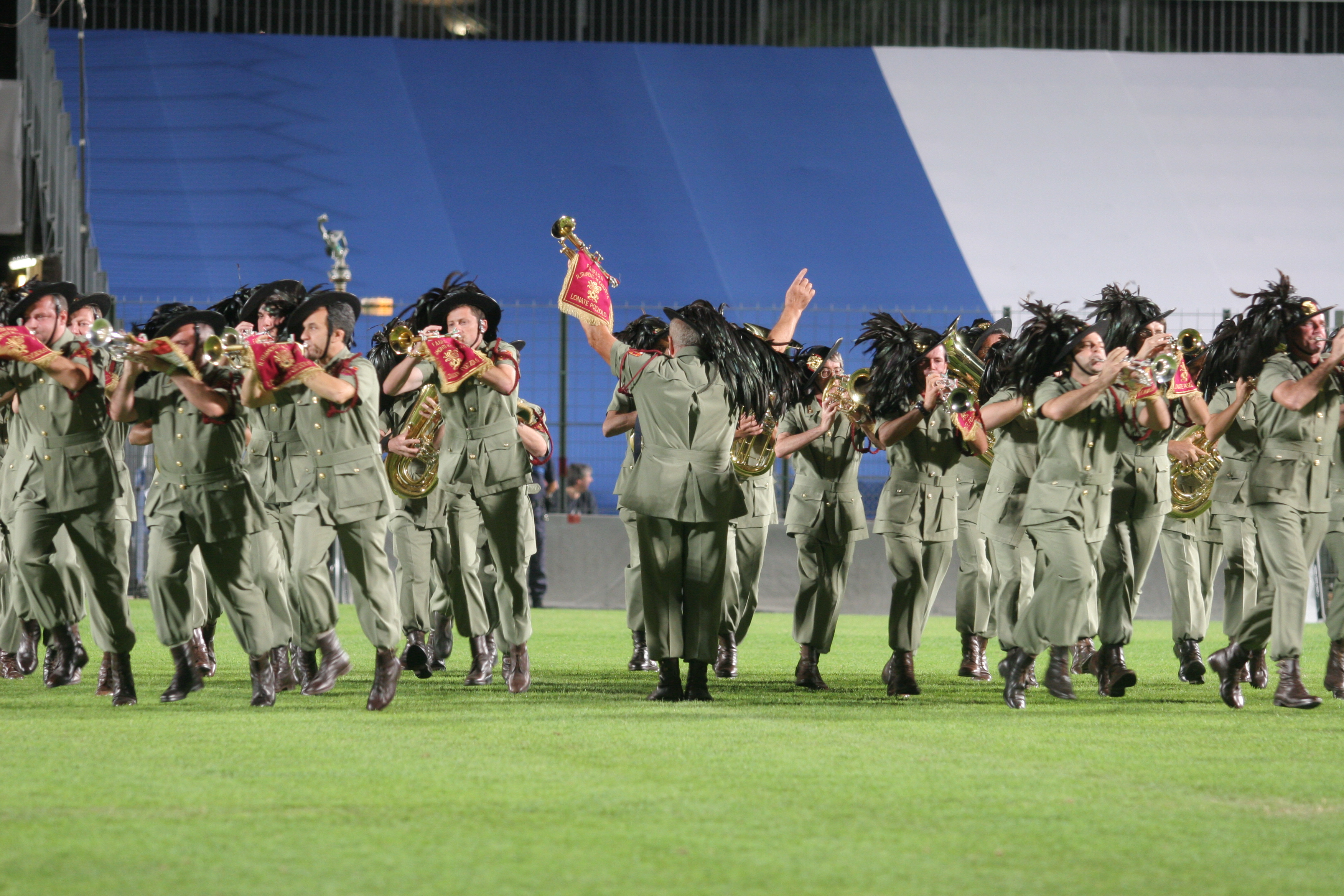
駆け足行進を披露するベルサリエーリのラッパ隊。

マルモラ将軍の提案にあったその任務を遂行するには強力に自律的な行動ができるよう求められる。従って、隊員達は敵中で孤立しても適切に行動できるように特別な訓練を受けて、堅固な意志をもって「不意を討ち、妨害し、敵の計画を妨げる」ことが求められた。外見的特徴にはヨーロッパオオライチョウの黒い羽で飾られた軍帽やヘルメット、そしてパレードにおける独特の駆け足行進がある。
似たような部隊には1847年に創設された教皇領の「ベルサリエーリ・デル・ポー（ポーのベルサリエーリ、it:Bersaglieri del Po）」があり、第一次イタリア独立戦争で活躍するものの1849年のローマ共和国の崩壊で解隊されている。

## マルモラの十戒
- 服従
- 敬意
- 自らが所持する武器の絶対的知識
- 多大な訓練
- 熱狂的なまでのあらゆる鍛錬
- 仲間意識
- 家族思い
- 元首、法規、名誉への敬意
- 祖国への敬意
- 慢心しない自信

## 現役の部隊

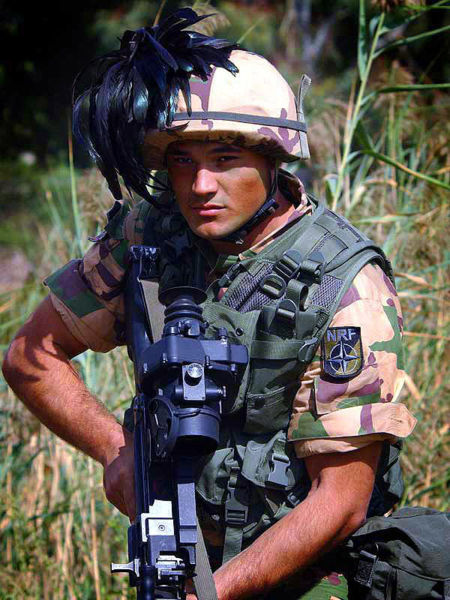
現代のベルサリエーリ

2012年時点でイタリア陸軍内には6個連隊とその連隊旗を奉じ、12個の金メダル、11個の銀メダル、28個の銅メダルおよび9個の騎士十字章が飾られている。
- 旅団
  - ガリバルディ・ベルサリエーリ旅団
- 単位部隊
  - ガリバルディ・ベルサリエーリ旅団付戦術支援兼指揮部、在カゼルタ
  - 第1ベルサリエーリ連隊（機械化旅団「サッサリ」隷下）、在テラウダ岬（it:Capo Teulada）
  - 第3ベルサリエーリ連隊（機械化旅団「アオスタ」隷下）、在トラーパニ
  - 第6ベルサリエーリ連隊（機甲旅団「ピネローロ」隷下）、在バーリ
  - 第8ベルサリエーリ連隊（第8ベルサリエーリ旅団「ガリバルディ」隷下）、在カゼルタ
  - 第11ベルサリエーリ連隊（第132機甲旅団「アリエテ」隷下）、在オルチェニコ・スーペリオーレ（it:Orcenico Superiore）

## 解隊された部隊
- 第2ベルサリエーリ連隊
- 第4ベルサリエーリ連隊

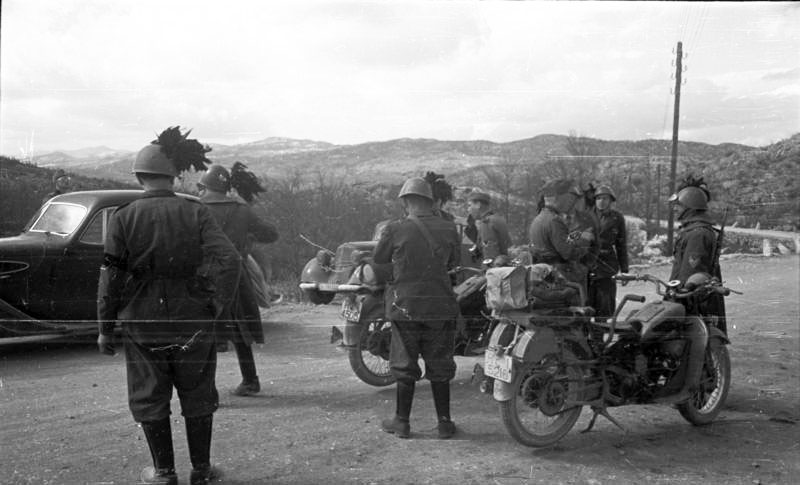
1941年にユーゴスラヴィアで撮られたベルサリエーリ部隊。

  - 第26ベルサリエーリ大隊「カステルフィダルド（Castelfidardo）」
- 第5ベルサリエーリ連隊
- 第9ベルサリエーリ連隊
  - 第28ベルサリエーリ大隊「オスラヴィア（Oslavia）」
- 第10ベルサリエーリ連隊
- 第12ベルサリエーリ連隊
- 第13ベルサリエーリ連隊
- 第14ベルサリエーリ連隊
- 第15ベルサリエーリ連隊
- 第16ベルサリエーリ連隊
- 第17ベルサリエーリ連隊
- 第18ベルサリエーリ連隊
- 第19ベルサリエーリ連隊
- 第20ベルサリエーリ連隊
- 第21ベルサリエーリ連隊
- 第182機甲歩兵連隊「ガリバルディ（Garibaldi）」